# 파스콸레 알레아르디
파스콸레 알레아르디(이탈리아어: Pasquale Aleardi, 1971년 6월 1일~)는 스위스의 배우이다.

## 출연 작품
- 이히 바르 노흐 니말스 인 뉴욕 (2019)